# Never Ending Tour 2010
Never Ending Tour 2010 es el vigésimo tercer año del Never Ending Tour, una gira musical del músico estadounidense Bob Dylan realizada de forma casi ininterrumpida desde el 7 de junio de 1988.

## Trasfondo
El vigésimo tercer año del Never Ending Tour comenzó con una etapa de 14 conciertos en Japón, incluyendo una residencia de siete noches en el Zepp de Tokio antes de trasladarse a Corea del Sur, en lo que supuso el primer concierto del músico en el país.
Después de completar su gira asiática, Dylan tocó en Europa, donde ofreció 27 conciertos, incluyendo un único concierto en el Reino Unido en el Hop Farm Festival de Kent. La etapa europea finalizó al día siguiente en Limerick, Irlanda. Después de su etapa europea, Dylan volvió a los Estados Unidos para una etapa durante el verano que comenzó el 4 de agosto en Austin (Texas) y terminó el 4 de septiembre en Seattle. Durante la etapa norteamericana, Dylan compartió cartel con John Mellencamp en la mitad de los conciertos. La etapa de otoño fue realizada en teatros pequeños como el Murat Theater de Indianápolis. La gira finalizó el 27 de noviembre en Mashantucket (Connecticut), después de ofrecer 102 conciertos durante todo el año.

## Banda
- Bob Dylan: voz, armónica, guitarra y órgano
- Charlie Sexton: guitarra
- Stu Kimball: guitarra rítmica
- George Recelli: batería
- Tony Garnier: bajo

## Conciertos
| Fecha                   | Ciudad           | País            | Escenario                                |
| ----------------------- | ---------------- | --------------- | ---------------------------------------- |
| Asia                    |                  |                 |                                          |
| 11 de marzo de 2010     | Osaka            | Japón           | Zepp Osaka                               |
| 12 de marzo de 2010     | Osaka            | Japón           | Zepp Osaka                               |
| 13 de marzo de 2010     | Osaka            | Japón           | Zepp Osaka                               |
| 15 de marzo de 2010     | Osaka            | Japón           | Zepp Osaka                               |
| 16 de marzo de 2010     | Osaka            | Japón           | Zepp Osaka                               |
| 18 de marzo de 2010     | Nagoya           | Japón           | Zepp Nagoya                              |
| 19 de marzo de 2010     | Nagoya           | Japón           | Zepp Nagoya                              |
| 21 de marzo de 2010     | Tokio            | Japón           | Zepp Tokyo                               |
| 23 de marzo de 2010     | Tokio            | Japón           | Zepp Tokyo                               |
| 24 de marzo de 2010     | Tokio            | Japón           | Zepp Tokyo                               |
| 25 de marzo de 2010     | Tokio            | Japón           | Zepp Tokyo                               |
| 26 de marzo de 2010     | Tokio            | Japón           | Zepp Tokyo                               |
| 28 de marzo de 2010     | Tokio            | Japón           | Zepp Tokyo                               |
| 29 de marzo de 2010     | Tokio            | Japón           | Zepp Tokyo                               |
| 31 de marzo de 2010     | Seúl             | Corea del Sur   | Olympic Gymnastics Arena                 |
| Europa                  |                  |                 |                                          |
| 29 de mayo de 2010      | Atenas           | Grecia          | Terra Vibe Park                          |
| 31 de mayo de 2010      | Estambul         | Turquía         | Cemil Topuzlu Open-Air Theatre           |
| 2 de junio de 2010      | Bucarest         | Rumanía         | Zone Arena                               |
| 3 de junio de 2010      | Sofía            | Bulgaria        | National Palace of Culture               |
| 4 de junio de 2010      | Skopie           | Macedonia       | Metropolis Arena                         |
| 6 de junio de 2010      | Belgrado         | Serbia          | Belgrade Arena                           |
| 7 de junio de 2010      | Zagreb           | Croacia         | Šalata                                   |
| 9 de junio de 2010      | Bratislava       | Eslovaquia      | Incheba €xpo                             |
| 11 de junio de 2010     | Praga            | República Checa | O2 Arena                                 |
| 12 de junio de 2010     | Linz             | Austria         | Tips Arena                               |
| 13 de junio de 2010     | Ljubljana        | Eslovenia       | Hala Tivoli                              |
| 15 de junio de 2010     | Padova           | Italia          | PalaFabris                               |
| 16 de junio de 2010     | Viareggio        | Italia          | Cittadella del Carnevale                 |
| 18 de junio de 2010     | Parma            | Italia          | Parco Ducale                             |
| 19 de junio de 2010     | Dornbirn         | Austria         | Messehalle                               |
| 20 de junio de 2010     | Lyon             | Francia         | Halle Tony Garnier                       |
| 22 de junio de 2010     | Niza             | Francia         | Palais Nikaia                            |
| 23 de junio de 2010     | Marseille        | Francia         | Le Dôme de Marseille                     |
| 24 de junio de 2010     | Barcelona        | España          | Pueblo Español                           |
| 26 de junio de 2010     | Vitoria          | España          | Azkena Rock Festival Grounds             |
| 28 de junio de 2010     | Carcassonne      | Francia         | Antique Theatre                          |
| 29 de junio de 2010     | Bordeaux         | Francia         | Le Patinoire                             |
| 1 de julio de 2010      | Nantes           | Francia         | Le Zénith Nantes Métropole               |
| 3 de julio de 2010      | Kent             | Inglaterra      | The Hop Farm Country Park                |
| 4 de julio de 2010      | Limerick         | Irlanda         | Thomond Park                             |
| Norteamérica (1ª etapa) |                  |                 |                                          |
| 4 de agosto de 2010     | Austin           | Estados Unidos  | The Backyard                             |
| 6 de agosto de 2010     | Oklahoma City    | Estados Unidos  | Zoo Amphitheater                         |
| 7 de agosto de 2010     | Kansas City      | Estados Unidos  | Starlight Theater                        |
| 8 de agosto de 2010     | Lincoln          | Estados Unidos  | Haymarket Park                           |
| 10 de agosto de 2010    | Sturgis          | Estados Unidos  | Buffalo Chip Campground                  |
| 11 de agosto de 2010    | Billings         | Estados Unidos  | Dehler Park                              |
| 12 de agosto de 2010    | Casper           | Estados Unidos  | Mike Lansing Field                       |
| 14 de agosto de 2010    | Jackson          | Estados Unidos  | Snow King Resort                         |
| 15 de agosto de 2010    | Boise            | Estados Unidos  | Idaho Botanical Garden                   |
| 17 de agosto de 2010    | Park City        | Estados Unidos  | Deer Valley Resort                       |
| 18 de agosto de 2010    | Paradise         | Estados Unidos  | The Colosseum at Caesars Palace          |
| 19 de agosto de 2010    | Ontario          | Estados Unidos  | Citizens Business Bank Arena             |
| 21 de agosto de 2010    | Monterey         | Estados Unidos  | Monterey Fairgrounds                     |
| 22 de agosto de 2010    | Stateline        | Estados Unidos  | Harveys Lake Tahoe                       |
| 24 de agosto de 2010    | Oakland          | Estados Unidos  | Fox Oakland Theatre                      |
| 25 de agosto de 2010    | San Francisco    | Estados Unidos  | Warfield Theatre                         |
| 27 de agosto de 2010    | Bend             | Estados Unidos  | Les Schwab Amphitheater                  |
| 28 de agosto de 2010    | Troutdale        | Estados Unidos  | Edgefield Amphitheater                   |
| 29 de agosto de 2010    | Troutdale        | Estados Unidos  | Edgefield Amphitheater                   |
| 31 de agosto de 2010    | Missoula         | Estados Unidos  | Ogren Park at Allegiance Field           |
| 1 de septiembre de 2010 | Post Falls       | Estados Unidos  | Greyhound Park                           |
| 3 de septiembre de 2010 | Yakima           | Estados Unidos  | Yakima County Stadium                    |
| 4 de septiembre de 2010 | Seattle          | Estados Unidos  | Seattle Memorial Stadium                 |
| Norteamérica (2ª etapa) |                  |                 |                                          |
| 6 de octubre de 2010    | Fort Lauderdale  | Estados Unidos  | Don Taft University Center               |
| 7 de octubre de 2010    | Tampa            | Estados Unidos  | USF Sun Dome                             |
| 8 de octubre de 2010    | Gainesville      | Estados Unidos  | Stephen C. O'Connell Center              |
| 10 de octubre de 2010   | Orlando          | Estados Unidos  | UCF Arena                                |
| 11 de octubre de 2010   | Tallhassee       | Estados Unidos  | Tallahassee-Leon County Civic Center     |
| 13 de octubre de 2010   | Birmingham       | Estados Unidos  | BJCC Concert Hall                        |
| 14 de octubre de 2010   | Charlotte        | Estados Unidos  | Dale F. Halton Arena                     |
| 16 de octubre de 2010   | Winston-Salem    | Estados Unidos  | Lawrence Joel Veterans Memorial Coliseum |
| 17 de octubre de 2010   | Clemson          | Estados Unidos  | Littlejohn Coliseum                      |
| 18 de octubre de 2010   | Nashville        | Estados Unidos  | Nashville Municipal Auditorium           |
| 21 de octubre de 2010   | St. Louis        | Estados Unidos  | Chaifetz Arena                           |
| 22 de octubre de 2010   | Champaign        | Estados Unidos  | Assembly Hall                            |
| 24 de octubre de 2010   | Cedar Falls      | Estados Unidos  | McLeod Center                            |
| 25 de octubre de 2010   | Madison          | Estados Unidos  | Overture Center                          |
| 26 de octubre de 2010   | East Lansing     | Estados Unidos  | MSU Auditorium                           |
| 28 de octubre de 2010   | Ann Arbor        | Estados Unidos  | Hill Auditorium                          |
| 29 de octubre de 2010   | Kalamazoo        | Estados Unidos  | Miller Auditorium                        |
| 30 de octubre de 2010   | Chicago          | Estados Unidos  | Riviera Theatre                          |
| 31 de octubre de 2010   | Indianápolis     | Estados Unidos  | Murat Theater                            |
| 2 de noviembre de 2010  | Akron            | Estados Unidos  | E. J. Thomas Hall                        |
| 3 de noviembre de 2010  | Highland Heights | Estados Unidos  | The Bank of Kentucky Center              |
| 4 de noviembre de 2010  | Columbus         | Estados Unidos  | Schottenstein Center                     |
| 6 de noviembre de 2010  | Rochester        | Estados Unidos  | Gordon Field House                       |
| 7 de noviembre de 2010  | Pittsburgh       | Estados Unidos  | Petersen Events Center                   |
| 9 de noviembre de 2010  | University Park  | Estados Unidos  | Bryce Jordan Center                      |
| 10 de noviembre de 2010 | Charlottesvillee | Estados Unidos  | John Paul Jones Arena                    |
| 12 de noviembre de 2010 | Bethlehem        | Estados Unidos  | Stabler Arena                            |
| 13 de noviembre de 2010 | Washington D. C. | Estados Unidos  | Charles E. Smith Center                  |
| 14 de noviembre de 2010 | West Long Branch | Estados Unidos  | Multipurpose Activity Center             |
| 16 de noviembre de 2010 | Poughkeepsie     | Estados Unidos  | Mid-Hudson Civic Center                  |
| 17 de noviembre de 2010 | Binghamton       | Estados Unidos  | Binghamton University Events Center      |
| 19 de noviembre de 2010 | Amherst          | Estados Unidos  | William D. Mullins Memorial Center       |
| 20 de noviembre de 2010 | Lowell           | Estados Unidos  | Tsongas Center at UMass Lowell           |
| 22 de noviembre de 2010 | Nueva York       | Estados Unidos  | Terminal 5                               |
| 23 de noviembre de 2010 | Nueva York       | Estados Unidos  | Terminal 5                               |
| 24 de noviembre de 2010 | Nueva York       | Estados Unidos  | Terminal 5                               |
| 26 de noviembre de 2010 | Atlantic City    | Estados Unidos  | Borgata Events Center                    |
| 27 de noviembre de 2010 | Ledyard          | Estados Unidos  | MGM Grand at Foxwoods                    |